# 惑星保護
惑星保護（わくせいほご、英: planetary protection）とは、宇宙探査の際に探査対象の天体の環境を探査の影響で変えてしまわないようにする取り組み。
例として、探査機に付随した地球由来の物質・微生物による汚染を防ぐことが挙げられる。広義には、逆に地球に帰還する人工物に地球外生命などを不用意に持ち込まない対策もこれに含まれる。

## 歴史
月や惑星の汚染について、人類初の人工衛星スプートニク1号打上げの前年である1956年に、ローマで行われた国際宇宙航行連盟第7回会議にて懸念が表明された。
1958年10月3日、国際科学会議は「地球外探査による天体汚染に関する特別委員会」(英語:the Committee on Contamination by Extraterrestrial Exploration、略称:CETEX) を設立し、翌1959年に国際宇宙空間研究委員会へ移管した。1964年の国際宇宙空間研究委員会での決議で、火星で十分な研究結果が出るまで地球からの汚染がないようにすることが決定した。
1967年10月10日に宇宙条約が発効した。これは多くの国が批准しているもので、宇宙空間や月・他天体の探査及び利用についての取り決めである。宇宙条約第9条には、惑星保護への取り組みが記載されている。以下、JAXAが公開しているものを引用する。
```
「条約の当事国は、月その他の天体を含む宇宙空間の有害な汚染、及び地球外物質の導入から生ずる地球環境の悪化を避けるように月その他の天体を含む宇宙空間の研究及び探査を実施、かつ、必要な場合には、このための適当な措置を執るものとする。」
[
4
]
```